# Wackler Holding
Die Wackler Holding SE mit Sitz in München ist ein deutsches Dienstleistungsunternehmen.
Das Leistungsspektrum umfasst Facility Management, Gebäudereinigung, Robotik, Sicherheits- und Personaldienstleistungen sowie Consulting für Klimaschutz und ESG-Management und ESG-Software.
Die Wackler Group umfasst insgesamt fünf Tochtergesellschaften: Die Wackler Service Group ist ein Dienstleister für Gebäudereinigung, Facility Management und Sicherheitsdienste. Die RoboPlanet bietet integrierte Lösungen für Service- und Reinigungsrobotik. Die Wackler Personal-Service vermittelt Arbeitskräfte in Form von Arbeitnehmerüberlassung und Personalvermittlung. Die ConClimate berät Unternehmen bei der Entwicklung und Umsetzung von Nachhaltigkeitsstrategien und ESG-Management, und Substain bietet eine Software-as-a-Service-Lösung für alle ESG-Anforderungen. Das Unternehmen betreibt bundesweit 44 Niederlassungen.

## Geschichte
Friedrich Wackler (1876–1967) eröffnet am 12. Juni 1909 einen Fensterreinigungsbetrieb und legt so den Grundstein. 1934 wird der Betrieb in „Allgemeine Reinigungsanstalt Bavaria“ umbenannt. Gebäudereinigung wird erstmals als Vollhandwerk staatlich anerkannt. 1938 tritt Gründersohn Friedrich Wackler (1913–1978) in den Betrieb ein. Das Geschäftsfeld wird um Boden- und Fassadenreinigung erweitert. 1945 folgt – nach der Zerstörung aller Münchner Büro- und Lagerräume – die Neuanmeldung der „Reinigungsanstalt Bavaria“. 1949 wird der Betrieb umbenannt in „Die Münchner Heinzelmännchen“. 1968 entsteht mit der Übernahme der Gesellschaft „Central Gebäudereinigung“ in Frankfurt am Main die Firmengruppe, deren Geschäftsführung Friedrich P. Wackler (geboren 1945) übernimmt.
1990 folgt der Erwerb der Omniclean in Chemnitz, vormals Teil des Dienstleistungs-Kombinat Karl-Marx-Stadt. 1991 wird in München die City Clean (später Wackler Facility Management) gegründet. 1998 erfolgt in Chemnitz die Gründung der Certas Security (später Wackler Security).
2005 entschied sich Wackler für den Aufbau des neuen Geschäftsfelds umwelt- und klimafreundliches Reinigen. Durch Investitionen in neue Techniken und Prozesse in diesem Bereich konnte das Unternehmen weiter wachsen. 2008 werden die in Familienhand befindlichen Unternehmen unter der Dachmarke Wackler durch den heutigen Vorstand/CEO Peter Blenke zusammengeführt. 2009 folgt die Gründung der Wackler Holding SE sowie 2010 die Gründung der Wackler Personal-Service GmbH. Ende 2013 erhält Friedrich Peter Wackler den Verdienstorden der Bundesrepublik Deutschland (Bundesverdienstkreuz) für sein unternehmerisches und berufsständisches Engagement für das Gebäudereiniger-Handwerk. Im Jahr 2015 bündelt das Unternehmen alle Wackler-Submarken, die sich fortan mit einem gemeinsamen Logo (WACKLER) präsentieren. 2018 wird Wackler das erste klimaneutrale Unternehmen unter den führenden Gebäudedienstleistern in Deutschland. Unter dem Namen Green Clean® bewirbt Wackler ein nachhaltiges Reinigungskonzept mit ökologischen Reinigungsmitteln sowie emissions- und verbrauchsarmen Reinigungsgeräten, das seit 2023 allen Kunden ohne Mehrkosten angeboten wird. 2020 baut Wackler mit dem Start der ConClimate sein Service- und Leistungsportfolio weiter aus. 2024 erweitert Wackler sein Angebot mit der Gründung der Substain GmbH und der RoboPlanet GmbH.

## Auszeichnungen
- Am 12. Mai 2020 wurde Friedrich Peter Wackler von der Luxemburger Stiftung Fondation du Mérite Européen mit dem Orden „Mérite Européen“ in Silber ausgezeichnet.[8]